# Samuel Caldeira
Pour les articles homonymes, voir Caldeira.
Rodrigues Caldeira est un nom portugais ; le premier nom de famille (d'usage facultatif) est Rodrigues et le second est Caldeira.
Samuel José Rodrigues Caldeira (né le 30 novembre 1985 à Faro) est un coureur cycliste portugais.

## Palmarès
- 2006
  - Trophée Reis Eusébio
- 2008
  - 2e du Circuit de Malveira
- 2009
  - Classement général du Tour d'Albufeira
  - 3e du Circuit de Nafarros
- 2010
  - Circuito de São Bernardo
  - Circuit de Malveira
  - Grande Prémio Crédito Agrícola de la Costa Azul :
    - Classement général
    - 1re et 3e étapes

  - 2e du Circuit de Nafarros
- 2011
  - 2e du Tour d'Albufeira
  - 2e du Grande Prémio Crédito Agrícola de la Costa Azul
  - 2e du Circuit de Nafarros
  - 3e du Circuit d'Alenquer
  - 3e du Grand Prix Liberty Seguros
- 2012
  - Prova de Abertura
  - Clássica da Primavera
  - 2e du Circuit de Malveira
  - 3e du Tour de l'Alentejo
  - 3e du Tour des Terres de Santa Maria da Feira
- 2013
  - 3e du Challenge de Loulé
- 2014
  - Volta à Bairrada
  - 5e étape du Tour de l'Alentejo
- 2015
  - 3e du Grand Prix Abimota
- 2016
  - 1re étape de la Volta à Bairrada
  - 3e du Tour de La Rioja[n 1]
- 2017
  - 2e étape du Tour du Portugal
  - 3e du Grand Prix de Mortágua
- 2018
  - 2e de la Clássica da Primavera
- 2019
  - Prologue du Tour du Portugal

## Classements mondiaux
| Année           | 2009 | 2010   | 2011 | 2012 | 2013   | 2014 | 2015 | 2016 | 2017   |
| --------------- | ---- | ------ | ---- | ---- | ------ | ---- | ---- | ---- | ------ |
| UCI Asia Tour   |      |        |      |      | 227e   |      |      |      |        |
| UCI Europe Tour | 821e | 1 186e | 219e | 417e | 1 152e | 503e | 234e | 498e | 1 144e |